# Sérgio Alves (futebolista)
Sérgio Alves de Lima mais conhecido como Sérgio Alves, (Recife, 23 de abril de 1970), é um ex-futebolista brasileiro que atuou como atacante. Atualmente é palestrante e treinador de uma escolinha de futebol.

## Carreira

### Como jogador
Iniciou sua carreira no Sport, conquistando o título de campeão brasileiro da Série B de 1990 e brilhou como um dos maiores ídolos da história do ABC, do Bahia e, principalmente, do Ceará Sporting Club. 
Teve passagens pelo Ceará (onde era chamado de carrasco pelos inúmeros gols que fez em cima do Fortaleza), Joinville, ABC (onde foi maior artilheiro da história do futebol do Rio Grande do Norte, e também ficou na história por nunca ter passado um clássico contra o América sem marcar gols, durante suas três passagens pelo ABC), Fluminense, Santa Cruz, Bahia (onde virou ídolo após conquistar a Copa do Nordeste de 2002 em cima do rival do tricolor, o Vitória), Ponte Preta, Guarani e CRB. Disputou em 2006 a Serie C do Campeonato Brasileiro pelo Ferroviário-CE. Sua única passagem no futebol internacional foi na temporada 1996/1997 quando vestiu a camisa do Sion da Suiça.[carece de fontes?]
É até hoje considerado por torcedores do Ceará como um de seus maiores ídolos, ficou marcado por quase ter levado o Ceará Sporting Club a disputar a Copa Libertadores da América, levando o Clube a disputar a Copa Comembol de 1995, quando o time alvinegro foi derrotado pelo Grêmio, na Copa do Brasil de 1994, numa final em que a arbitragem de Oscar Roberto Godoy foi muito contestada, a não marcar um penalty claro em Sergio Alves e expulsando-o após reclamação.
Sérgio Alves também é conhecido pela torcida alvinegra de Porangabussu como o "Carrasco" tendo uma média excelente de 23 gols em 25 jogos contra o maior rival.
Sérgio Alves estava jogando pelo Guarany de Sobral, time da cidade de Sobral, na 2ª divisão do Campeonato Cearense, onde teve uma boa fase. Foi contratado para voltar ao Ceará Sporting Club, onde jogou até encerrar a sua carreira no dia 19/06/2010 no Castelão contra o ABC, a partir de então passou a exercer o cargo de auxiliar técnico do técnico Estevam Soares no Ceará, posteriormente assumiu o cargo de treinador nas categorias de base do Alvinegro de Porangabussu tendo assumido o comando da equipe principal como técnico substituto em alguns jogos do Campeonato do Nordeste de 2010.
Em maio de 2013, deixou de ser treinador e acertou com o Pacatuba, para jogar 3 meses e tentar salvar o time da lanterna da segundona do cearense.

### Carreira como treinador

#### Ceará
Quando Estevam Soares foi demitido do Ceará, Sérgio comandou a equipe profissional por algumas partidas, mas logo voltou para o sub-17 do Vozão. [carece de fontes?]

#### Ferroviário
Em 2013, assumiu o Ferroviário. Deixou o Ferroviário em maio do mesmo ano.

#### Tiradentes-CE
No final do ano de 2016, assume a Associação Esportiva Tiradentes objetivo de levar o Tigre à Série D em 2017. Com resultados ruins, Sérgio Alves deixou o comando do Tigre da PM.

#### Caucaia
Em 2017, assume o Caucaia que disputa a terceira divisão cearense.

## Títulos
Sport
- Campeonato Brasileiro - Série B: 1990

Ceará
- Campeonato Cearense: 1993, 1996, 1997, 2002[carece de fontes?]

ABC
- Campeonato Potiguar: 1998, 1999, 2005[carece de fontes?]

Bahia
- Copa do Nordeste: 2002[carece de fontes?]

### Como treinador
Ceará (Sub-20)
- Campeonato Cearense - Sub-20: 2012[carece de fontes?]

## Artilharias
- Campeonato Brasileiro - Série B: 2001 (21 gols)
- Campeonato Potiguar: 4 vezes. 1998: (11 gols) 1999: (18 gols)  2001: (21 gols)  2005: (15 gols)[carece de fontes?]
- Copa do Nordeste: 2002 (13 gols)[carece de fontes?]

## Estatísticas
Até 9 de agosto de 2018.
| Clube       | Jogos | Vitórias | Empates |  | Derrotas |
| ----------- | ----- | -------- | ------- |  | -------- |
| Ferroviário | 7     | 1        | 2       |  | 4        |
| Tiradentes  | 6     | 2        | 1       |  | 3        |
| Caucaia     | 6     | 2        | 3       |  | 1        |